# Michel Ettorre
Michel Ettorre (Amnéville, 14 ottobre 1957) è un allenatore di calcio ed ex calciatore francese, di ruolo portiere.

## Palmarès

### Competizioni nazionali
- Coppa di Francia: 2

Metz: 1983-1984, 1987-1988